# Tempio di Fauno

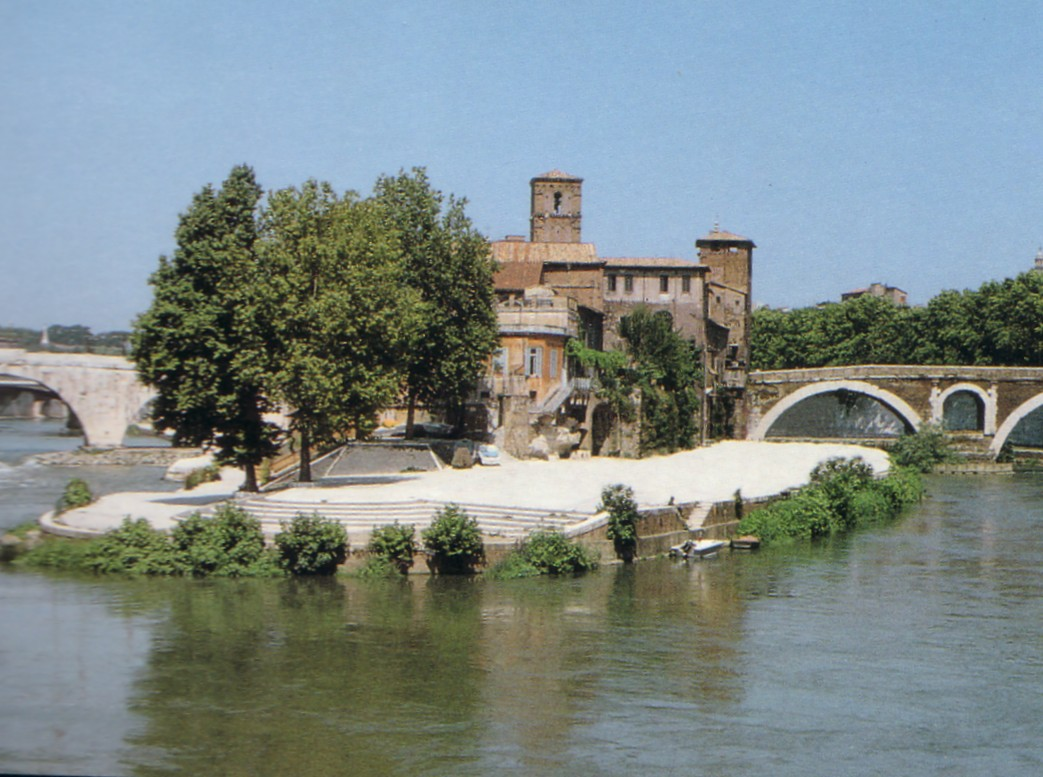
Estremità meridionale dell'Isola Tiberina, dove in antichità si ergeva il tempio di Fauno

Il tempio di Fauno (latino: aedes Fauni) era l'unico tempio di Roma dedicato al dio Fauno ed era edificato sull'Isola Tiberina.
Il tempio, un esastilo prostilo, venne edificato sull'estremità meridionale dell'Isola Tiberina dagli edili plebei Gneo Domizio Enobarbo e Gaio Scribonio Libone nel 196 a.C.: la sua costruzione fu finanziata da una multa comminata dagli stessi al possessore di un gregge che, probabilmente, aveva pascolato indebitamente su di un pascolo pubblico (Fauno era il dio delle greggi).
Domizio dedicò il tempio nel 194 a.C., alle idi di febbraio, che anticipavano di due giorni la festività romana maggiore di Fauno, i Lupercalia.